# Autoklave (medicin)
Autoklave er et specielt udviklet apparat (trykkoger) til sterilisering af udstyr. Ved at udsætte udstyret for mættet vanddamp med en temperatur på 121 °C, og med et tryk på ca. to bar i mindst 15 minutter eller mere, afhængig af indholdet, kan man opnå en effektiv rengøring.
Apparatet er opfundet af Charles Chamberland i 1879.

## Anvendelse
Apparatet anvendes blandt andet af:
- Biologer
- Dyrlæger
- Læger
- Mikrobiologer
- Piercerer
- Tandlæger
- Tatovører